# Consonant lateral
Una consonant lateral (o simplement lateral en l'àmbit de la fonètica) és aquella consonant que s'articula deixant escapar l'aire pels costats de la llengua, que actua obstruint el pas de l'aire. Aquest tipus de sons són força freqüents en les llengües, i el més comú és [l] (la lateral aproximant alveolar sonora). El segueix en presència el palatal [ʎ]. En català destaca la presència del so [ɫ], lateral velaritzada, que distingeix la prosòdia d'altres llengües veïnes.
La nòmina total inclosa per l'AFI comprèn més de tretze sons pulmonars, sons laterals clics i sons laterals africats o compostos. Els sons pulmonars es divideixen en aproximants i fricatius, segons el seu mode d'articulació.
Els sons no laterals s'anomenen centrals i suposen la majoria de consonants.
En català, són laterals els sons [l], [ʎ], [ɫ].